# 에이든 매카들
에이든 매카들(영어: Aidan McArdle, 1970년 1월 1일 ~ )은 아일랜드의 배우이다.
더블린에서 태어났다.

## 방송
- 미스터 셀프리지 시즌3
- 더 밀 시즌2
- 미스터 셀프리지 시즌2
- 더 밀 시즌1

## 영화
- 본 어 킹 (2019년)
- 더 프로페서 앤 더 매드맨 (2019년)
- 퀸 오브 아이스 (2018년) - 대릴 자누크 역
- 메테모포시스 (2012년)
- 레이트 브루머스 (2011년) - 제임스 역
- 반 고흐: 페인티드 위드 워즈 (2010년) - 폴 고갱 역
- 모리스 - 라이프 위드 벨스 온 (2009년)
- 나와 오손 웰스 (2008년)
- 공작부인: 세기의 스캔들 (2008년) - 리차드 브린슬리 셔리단 역
- 잠자는 살인 (2006년)
- 제인 에어 (2006년)
- 라이어트 앳 더 라이트 (2005년)
- 엘라 인챈티드 (2004년) - 슬래넌 역